# Защищённость (правовая категория)
Защищённость — это правовая категория, означающая свободу или устойчивость против потенциального вреда (или других нежелательных принудительных изменений), причиненного другими. Объектами, нуждающимися в защищённости, могут быть люди и социальные группы, объекты и учреждения, экосистемы или любые другие объекты или явления, уязвимые для нежелательных изменений в окружающей среде. Степень безопасности часто зависит от степени защищённости, но это не всегда так.
Степень защищённости может быть разной, однако под этим словом чаще всего понимают состояние надёжной безопасности.

## Средства для обеспечения защищённости объектов
Средства, с помощью которых референт обеспечивает защищённость (вместе с этим и безопасность), сильно различаются. Они включают, например:
- Принудительные возможности (например, авианосец, пистолет, огнестрельное оружие)
- Защитные системы (например, замо́к, забор, стена, антивирусное программное обеспечение, система ПВО, броня, колючая проволока)
- Системы оповещения (например, сигнализация, радар)
- Дипломатические и социальные действия, направленные на предотвращение возникновения опасности (например, стратегии предотвращения конфликтов)
- Политика, направленная на развитие устойчивых экономических, физических, экологических и других условий защищённости людей (например, экономическая реформа, экологическая защита, прогрессивная демилитаризация, милитаризация).

## Эффекты
Любое действие, направленное на обеспечение защищённости и повышения уровня безопасности какого-либо объекта или субъекта, может иметь несколько последствий. Например, попытка защиты может иметь широкую выгоду, повышая защищённость для нескольких или всех звеньев безопасности в её контексте; а также, действие может быть эффективным только временно, или приносить пользу одному референту за счет другого, или быть полностью неэффективным или контрпродуктивным.

## Различные взгляды
Поскольку невозможно точно определить степень «защищённости» кого-либо или чего-либо (а степень уязвимости неизбежна), представления о ней часто очень сильно различаются. Например, страх смерти от землетрясения распространен в Соединенных Штатах (США), но скольжение по полу в ванной убивает больше людей; и во Франции, Соединенном Королевстве и США гораздо меньше смертей от терроризма, чем смертей женщин, убитых их партнёрами дома.
Другой проблемой восприятия является распространенное предположение, что простое присутствие системы безопасности (такой как вооруженные силы или антивирусное программное обеспечение) обеспечивает защищённость объекта. Например, две программы компьютерной безопасности, установленные на одном устройстве, могут препятствовать нормальной работе друг друга, в то время как пользователь предполагает, что он или она получает двойную защиту и бо́льшую степень защищённости, чем та, которую может предоставить только одна программа.
Аналогичным образом, возросшее присутствие военнослужащих на улицах города после террористической атаки может помочь успокоить общественность независимо от того, уменьшает ли она риск дальнейших нападений.